# Horto Florestal de Lins
Baseado na Lei Municipal n° 593 de 27 de junho de 1958, que denomina o Horto Florestal de Lins/SP como Horto Florestal Dr. Moysés Antonio Tobias, em homenagem ao seu grande idealizador e criador. O Horto possui aproximadamente 10 hectares divididos em áreas com diversas atividades, tornando este local como de pesquisa, preservação, educação ambiental, convivência, contemplação, turismo e lazer. Possui locais de reflorestamento em áreas de preservação permanente – APP, ao longo do curso hídrico (córrego Campestre) e nascente no próprio local, Trilhas Ecológicas, minhocário, jardim sensorial, medicinal e das borboletas.
Dispomos, ainda, de um Viveiro de Mudas de espécies nativas, destinadas aos programas de reflorestamento, arborização urbana e reestruturação de áreas verdes do município, com uma produção média anual de 10.000 mudas.
Há ainda, em estrutura específica, tida como casa de vegetação, produção de mudas de hortaliças destinadas aos agricultores familiares, em especial, os olericultores participantes dos programas como Programa de Aquisição de Alimentos, Programa Nacional de Alimentação Escolar, Programa Paulista de Agricultura de Interesse Social, entre outros.
De edificação sustentável, conta também com o Centro de Educação Ambiental, o qual se presta a sediar palestras, cursos, oficinas e apresentação do teatro de fantoches. Além disso, conta com uma biblioteca voltada para assuntos ambientais e de política rural com mais de 450 títulos, uma coleção de sementes (carpoteca), coleção de folhas e demais partes vegetais (herbário), coleção de rochas, de insetos (entomológica) e de madeiras (xiloteca).
Mensalmente, por meio do programa “Lugares de Aprender” da Secretaria de Educação do Estado de São Paulo e Fundo de Desenvolvimento para a Educação – FDE, cerca de 450 crianças percorrem, sob a companhia de monitores, as Trilhas Ecológicas tendo acesso ainda, às coleções já citadas anteriormente e atividades lúdicas de cunho ambiental.
O abate de árvores do município de Lins está sob a avaliação, fiscalização e autorização da SAMAS, quando o abate é inevitável, promove-se a autorização, mas com o compromisso do munícipe plantar outra no mesmo local ou não. A muda para o replantio é oferecida gratuitamente pelo do Horto Florestal. Assim, Lins é uma cidade que realiza a preservação do meio ambiente, presente em cada rua, na frente de cada casa, onde cada cidadão tem sua participação, com prazer por ser linense.
O Horto Florestal também fornece mudas para o Programa Bosques Urbanos que é a recomposição vegetal das Áreas de Preservação Permanente dos cursos d’água que cortam o município. Há também a produção de mudas ornamentais, cedidas para a manutenção de praças, jardins, roteiros turísticos e jardins de escolas. Para a produção dessas mudas, é disponibilizado uma área de mais de 3000m² e uma estufa  com sistema de irrigação além de mão de obra técnica especializada.
Orientação Técnica e Visitas
O Horto ainda fornecerá orientação técnica quanto ao plantio de árvores e permite às escolas, utilizarem-no como um laboratório prático onde as crianças e jovens podem usufruir e exercitar a teoria sob a orientação dos professores e cronograma pré-determinado pela SAMAS. Da mesma forma, é feito com as universidades onde os professores e alunos poderão conduzir suas pesquisas.
Programas Ambientais
Semente sua & Árvore nossa
Programa Municipal de Incentivo aos Transportes Alternativos
Programa Municipal de Conscientização Queimadas Urbanas - Apague essa Ideia!
Programa Lei 5.020/07 - Contribua com o Mundo em que seu Filho(a) irá viver!
Programa Esgoto Limpo
Centro de Educação Ambiental
O Centro de Educação Ambiental tem como seu principal objetivo o incentivo de estudos e pesquisas sobre a flora, possibilitar atividades ecológicas educativas aos alunos das redes de ensino público e particular, e ao público em geral.
Busca a consciência, a sensibilização dos participantes das atividades com relação ao meio ambiente e a importância dos diferentes ecossistemas, das necessidades de sua preservação e conservação com o objetivo de melhoria das condições de não só do homem, mas de todos os seres vivos do Planeta.
De edificação sustentável, conta com o prédio do CEA, o qual se presta a sediar palestras, cursos, oficinas e apresentação do teatro de fantoches. Além disso, conta com uma biblioteca voltada para assuntos ambientais e de política rural com mais de 450 títulos, uma coleção de sementes (carpoteca), coleção de folhas e demais partes vegetais (herbário), coleção de rochas, de insetos (entomológica) e de madeiras (xiloteca).
Mensalmente, por meio do programa “Lugares de Aprender” da Secretaria de Educação do Estado de São Paulo e Fundo de Desenvolvimento para a Educação – FDE, cerca de 450 crianças percorrem, sob a companhia de monitores, as Trilhas Ecológicas tendo acesso ainda, às coleções já citadas anteriormente e atividades lúdicas de cunho ambiental.
Saiba mais sobre as atividades realizadas:
Pesquisas Ambientais
No Horto Florestal, as pesquisas são realizadas junto as faculdades e escolas. Os estudos possuem como meta a compreensão dos fenômenos que acontecem na natureza e também buscar mais conhecimento sobre a flora.
Biblioteca Ambiental
O Projeto teve a colaboração de diversas entidades e organizações governamentais e não governamentais com doação de livros.
O espaço físico possui acessibilidade a deficientes físicos e visa ampliar o acesso do munícipe a informações ambientais, disponibilizando um espaço de leitura, pesquisa e estudo.
Atualmente contamos com mais de 450 livros catalogados.
Coleções
Trilhas Ecológicas
Conforme definição da UNESCO (1987), a educação ambiental é um processo permanente no qual os indivíduos e a comunidade tomam consciência do seu meio ambiente e adquirem conhecimentos, habilidades, experiências, valores e determinação que os tornam capazes de agir, individual ou coletivamente, na busca de soluções para problemas ambientais, presentes futuros. Sendo assim, o principal objetivo da Trilha Ecológica do Horto Florestal de Lins é auxiliar neste processo, contribuindo na formação de líderes locais, imbuídos no trabalho de preservação do meio ambiente e melhora da qualidade de vida.
Esse projeto envolve desde a cooperação das escolas, universidades e outras organizações para promover a conscientização. O passeio pela trilha desperta a interpretação da natureza de forma estimulante e prazerosa, fazendo com que os visitantes compreendam a sistemática de funcionamento da fauna e flora.
Antes do início da trilha, os participantes recebem informações por meio de palestras, no auditório do Centro de Educação Ambiental, onde os monitores apresentam material sobre o que eles irão ver durante o percurso e as coleções.
A primeira trilha com duração de percurso de 40 minutos e a segunda de 30 minutos constituídas de pontos de parada com informações diversas. Na segunda trilha, há enfoque de que as árvores foram plantadas por deficientes visuais, contando com identificação individual em Braile em cada uma. Cerca de 450 crianças por mês das redes pública, municipal e particular de ensino, além de outros grupos organizados visitam o Horto através das trilhas.
Jardim das Borboletas
Com seus 110.000 m² de área verde, constituída por espécies arbóreas nativas e exóticas, o HORTO FLORESTAL DE LINS, de forma generosa, estende os benefícios para muito além de suas delimitações físicas.
Sua composição florística contribui para proporcionar uma privilegiada qualidade ambiental aos visitantes e moradores da cidade, além de atrair grupos de frequentadores nem sempre perceptíveis: as borboletas. Diversas espécies de lepidópteros habitam o local, ratificando a constatação da importância do habitat constituído pela flora local, para o ecossistema, e também demonstra que cuidados no manejo de áreas plantadas são necessários.
As borboletas são indicadores biológicos; a variação de quantidade e proporção das espécies pode mostrar se a qualidade do habitat está sofrendo impactos nocivos oriundos da poluição ou benéficos, originados de ações que promovam a sustentabilidade. 
O JARDIM DAS BORBOLETAS do HORTO FLORESTAL DE LINS concentra um ambiente atrativo a estes pequenos serem, coloridos e encantadores, como forma de transformar sua presença em instrumento de educação ambiental.
Localização
Horto Florestal de Lins - Rua: Arquiteto Luis Saia n° 1930 - Vila Irmãos Andrade - Lins/SP - Cep: 16400-748 Fone/Fax: 55 14 3532-4318
Latitude 21º39'40.88"S
Longitude 49º45'10.62"O